# Rider-Waite tarot

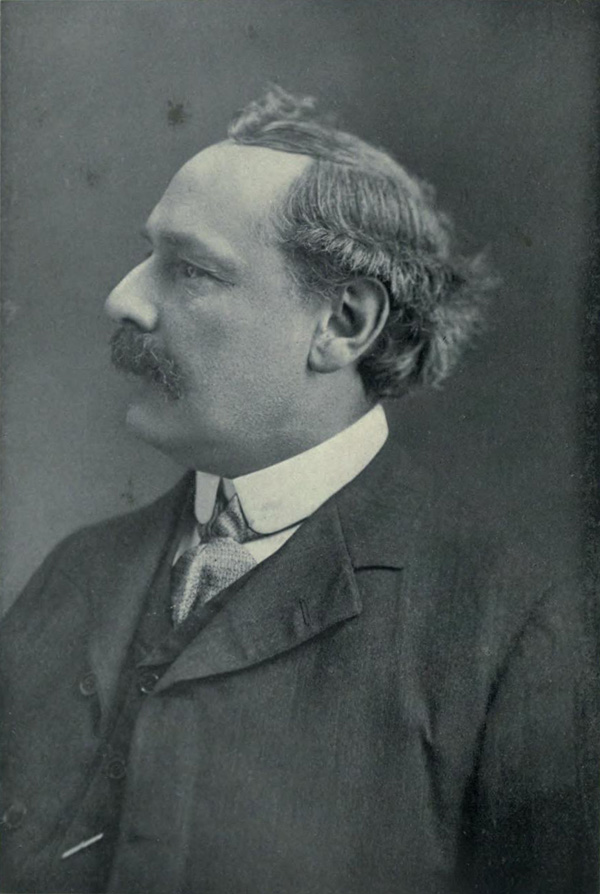
Arthur Waite

De Rider-Waite tarot, verschenen in december 1909, is een van de populairste esoterische kaartspellen ter wereld, zeker in Engelstalige landen. In de loop der tijden is deze versie van de tarot bekend geraakt onder verschillende namen: Rider-Waite-Smith, Waite-Smith, Waite-Colman Smith of gewoon de Rider tarot.

## Achtergrond
De kunstenares Pamela Colman Smith ontwierp de afbeeldingen volgens de aanwijzingen van academicus en mysticus Arthur Edward Waite waarna het gepubliceerd werd door the Rider Company. De in de kaarten aangewende symboliek was ontleend aan het werk van de 19e-eeuwse occultist Éliphas Lévi. De prenten zijn bedrieglijk eenvoudig, bijna kinderlijk te noemen, maar zij zitten boordevol symbolisme. Waite schreef in 1910 speciaal voor dit kaartspel de begeleidende gids The Pictorial Key to the Tarot.
Doordat, in tegenstelling tot bijvoorbeeld de Tarot van Marseille, ook de 56 genummerde kaarten van de Kleine Arcana geïllustreerd zijn met inspirerende taferelen, is het spel zeer in trek als systeem om voorspellingen te doen. Mogelijk minder bekend is dat de kaarten van Waite zijn gebaseerd op het systeem van de  Orde der Golden Dawn, een westerse magische school uit de 19e eeuw, gewijd aan spirituele, filosofische en magische ontwikkeling. De Golden Dawn bestudeerde onder meer astrologie, alchemie en magie en bracht vele bekende namen voort zoals Israël Regardie en Dion Fortune. Zowel Pamela Colman Smith als A.E. Waite waren in een bepaalde periode van hun leven lid van deze orde.

## DeGrote Arcanavan de Rider-Waite tarot

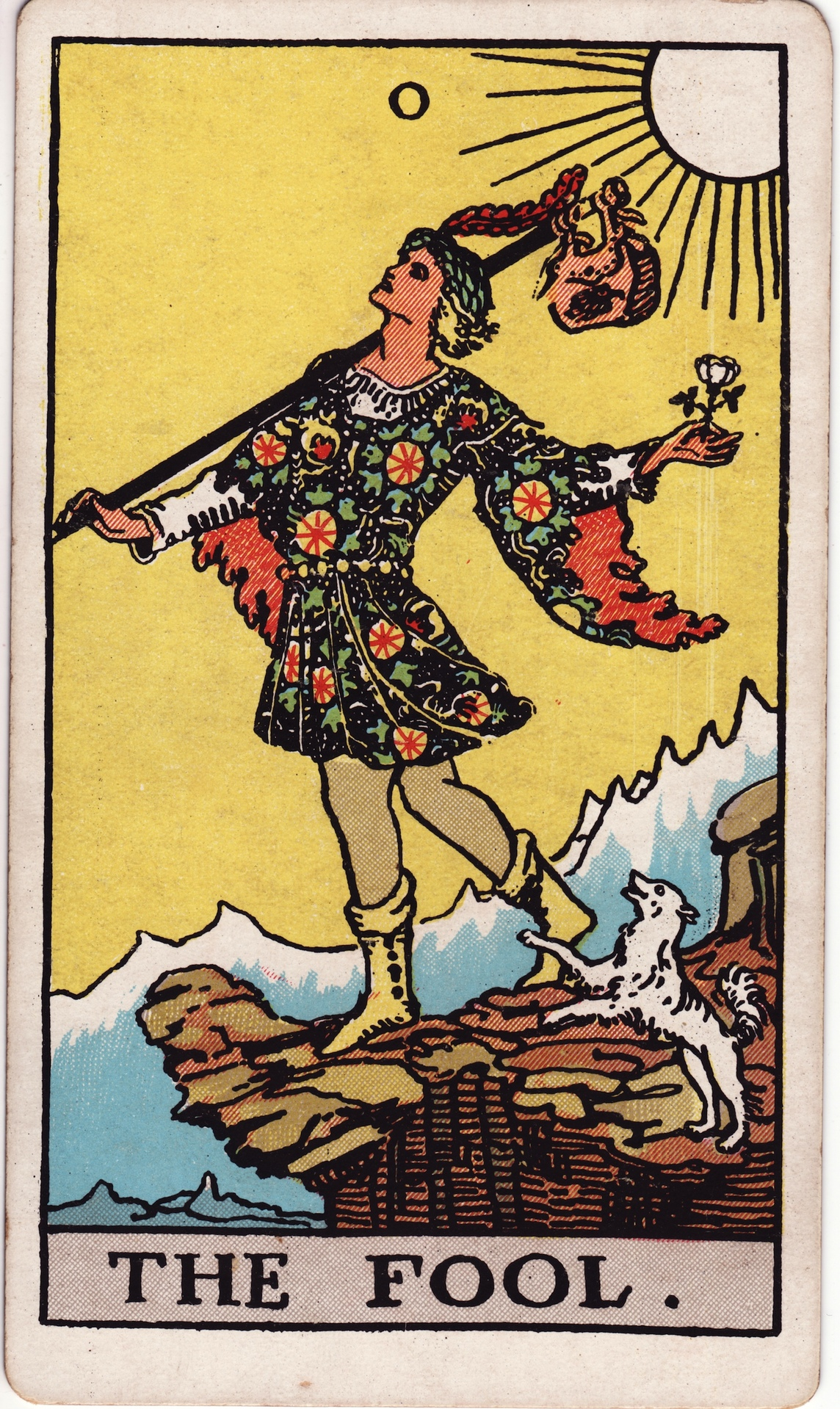
0 – The Fool
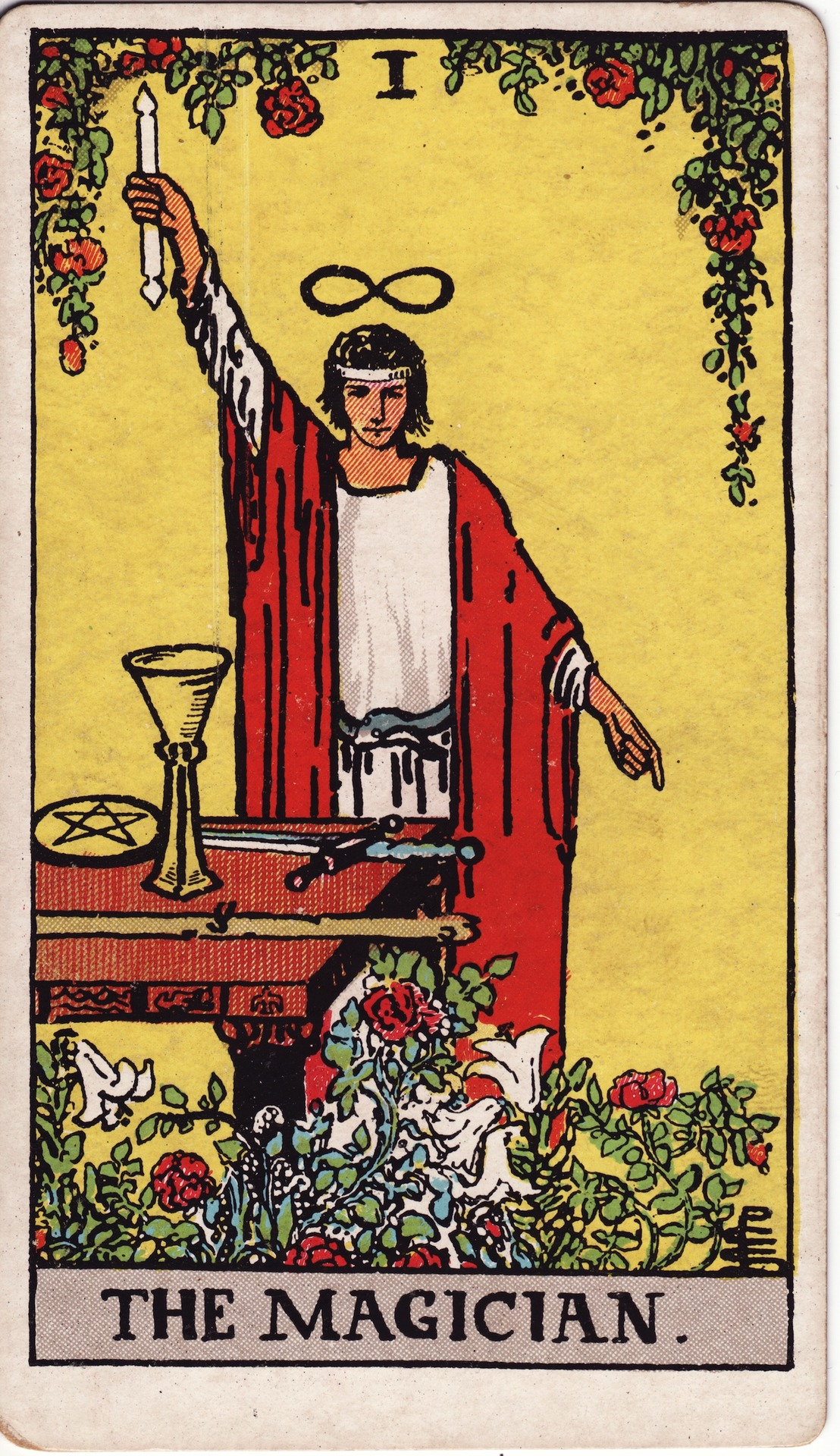
I – The Magician
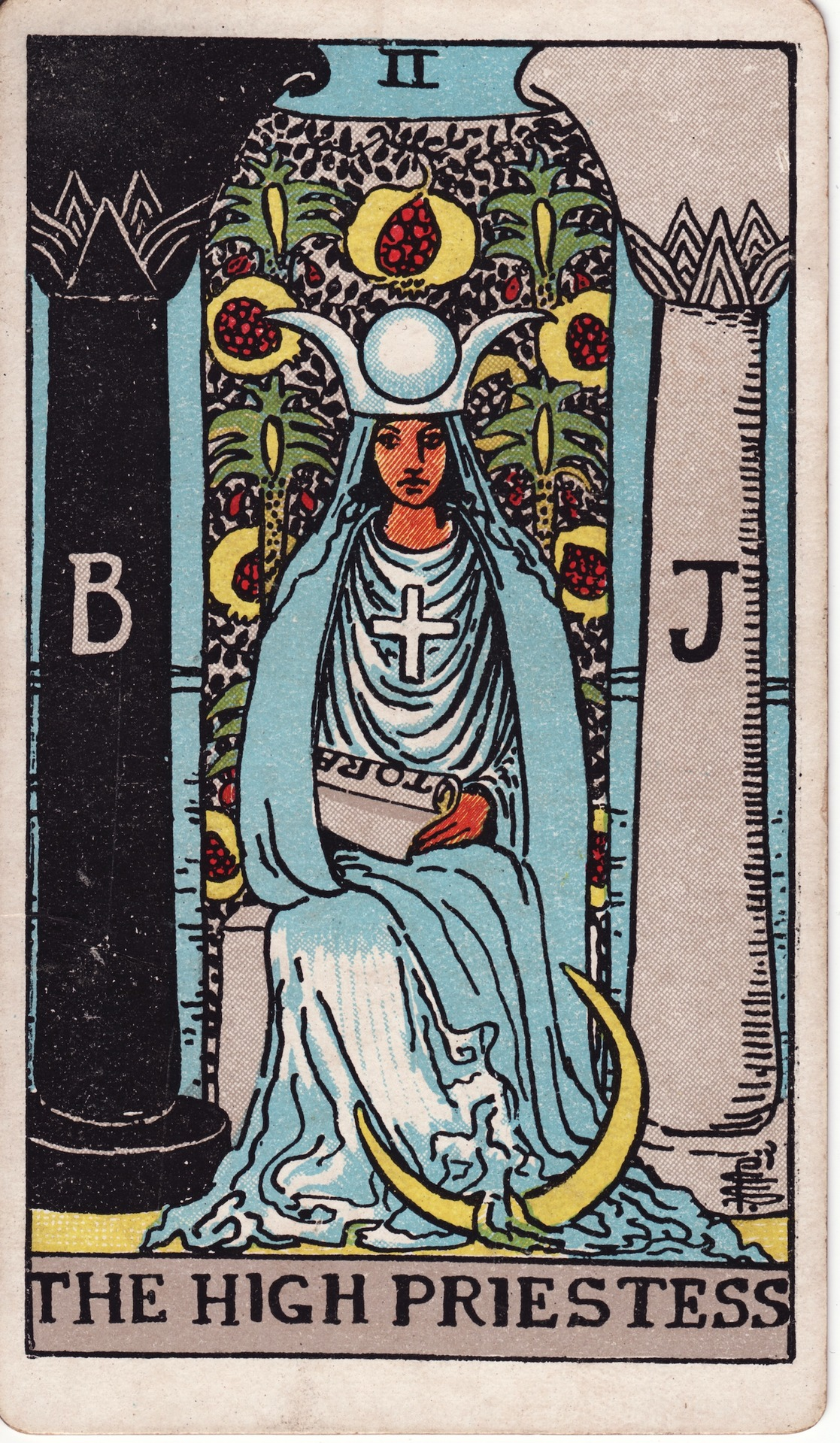
II – The High Priestess
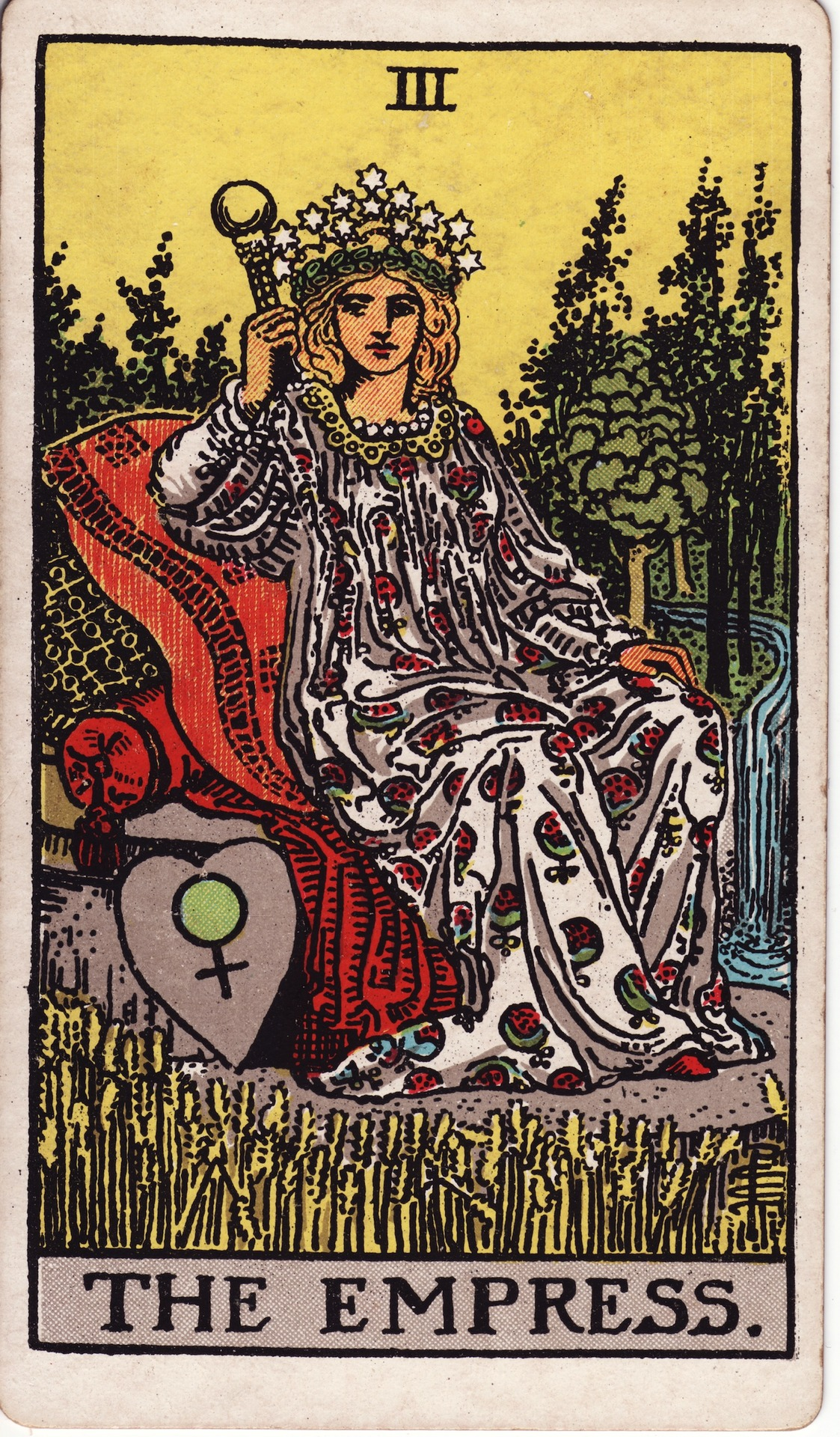
III – The Empress
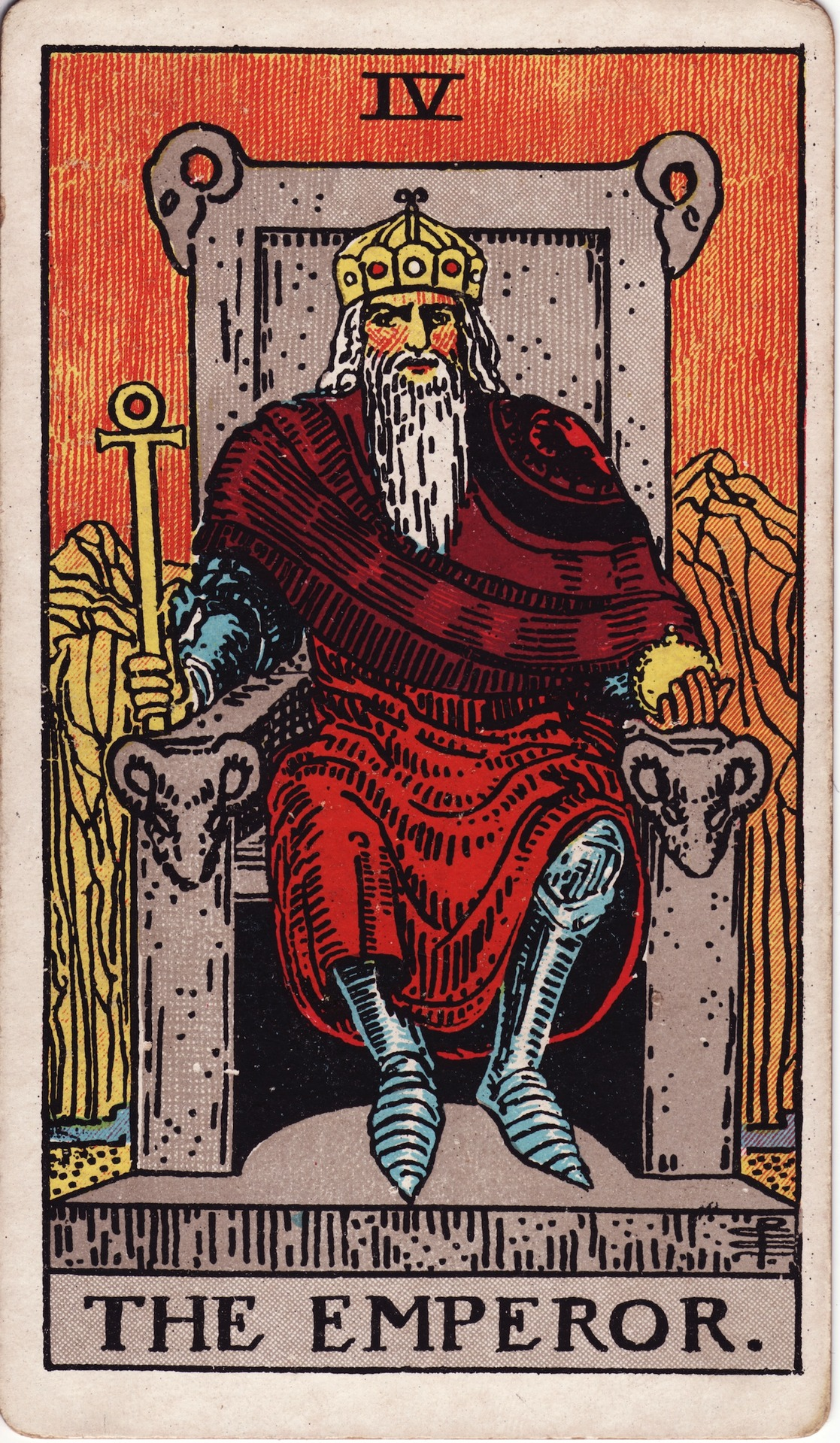
IV – The Emperor
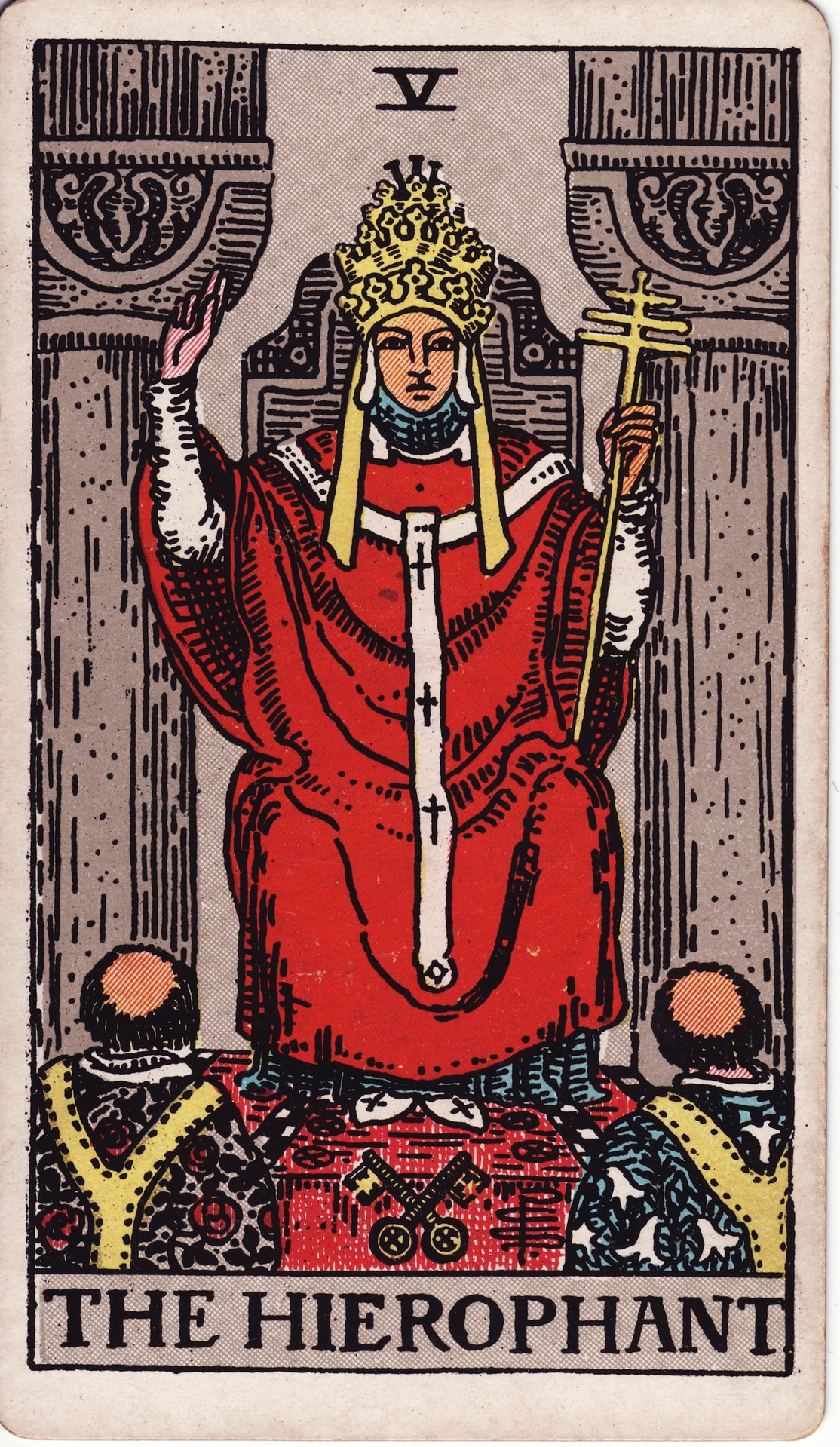
V – The Hierophant
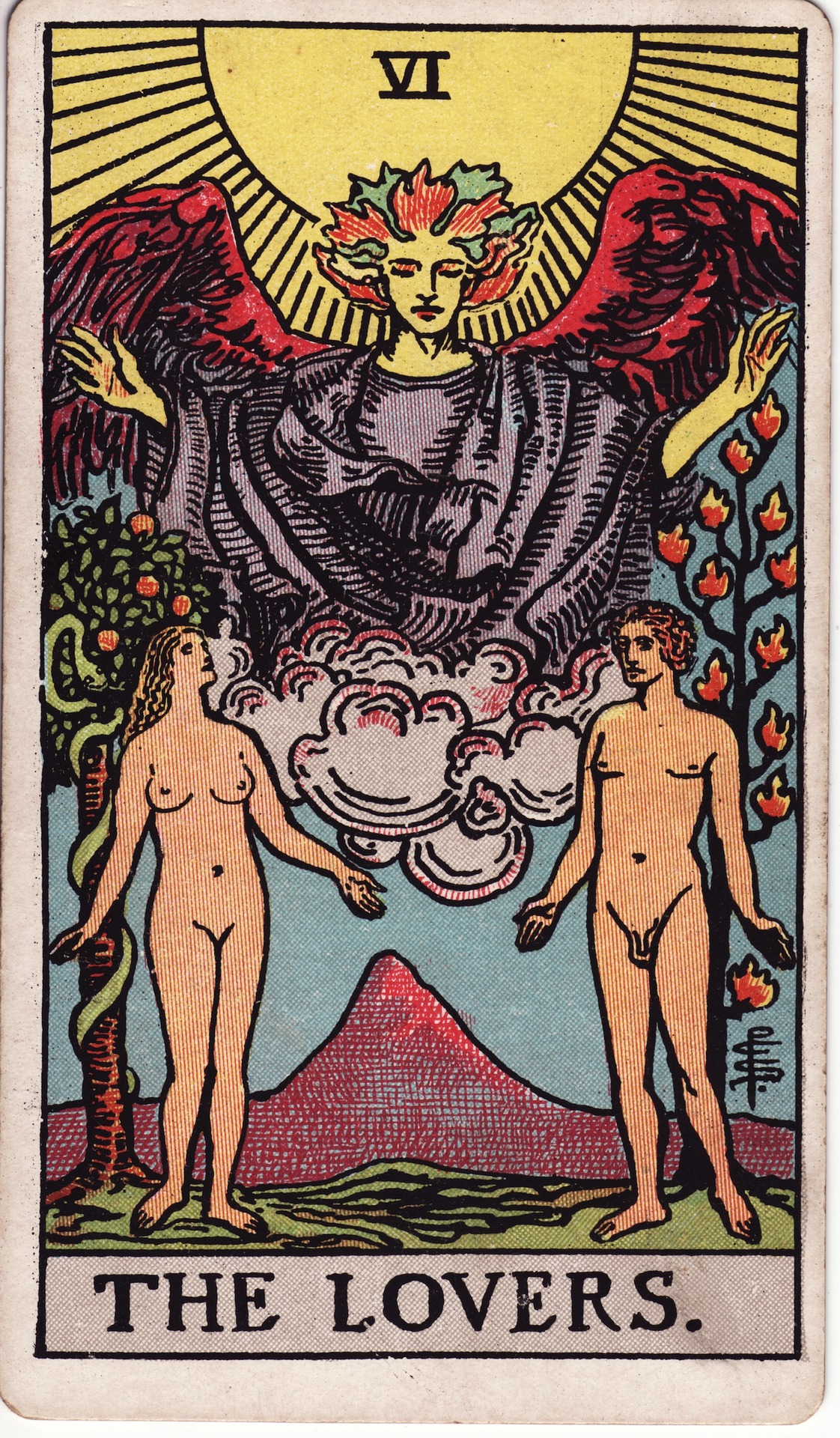
VI – The Lovers
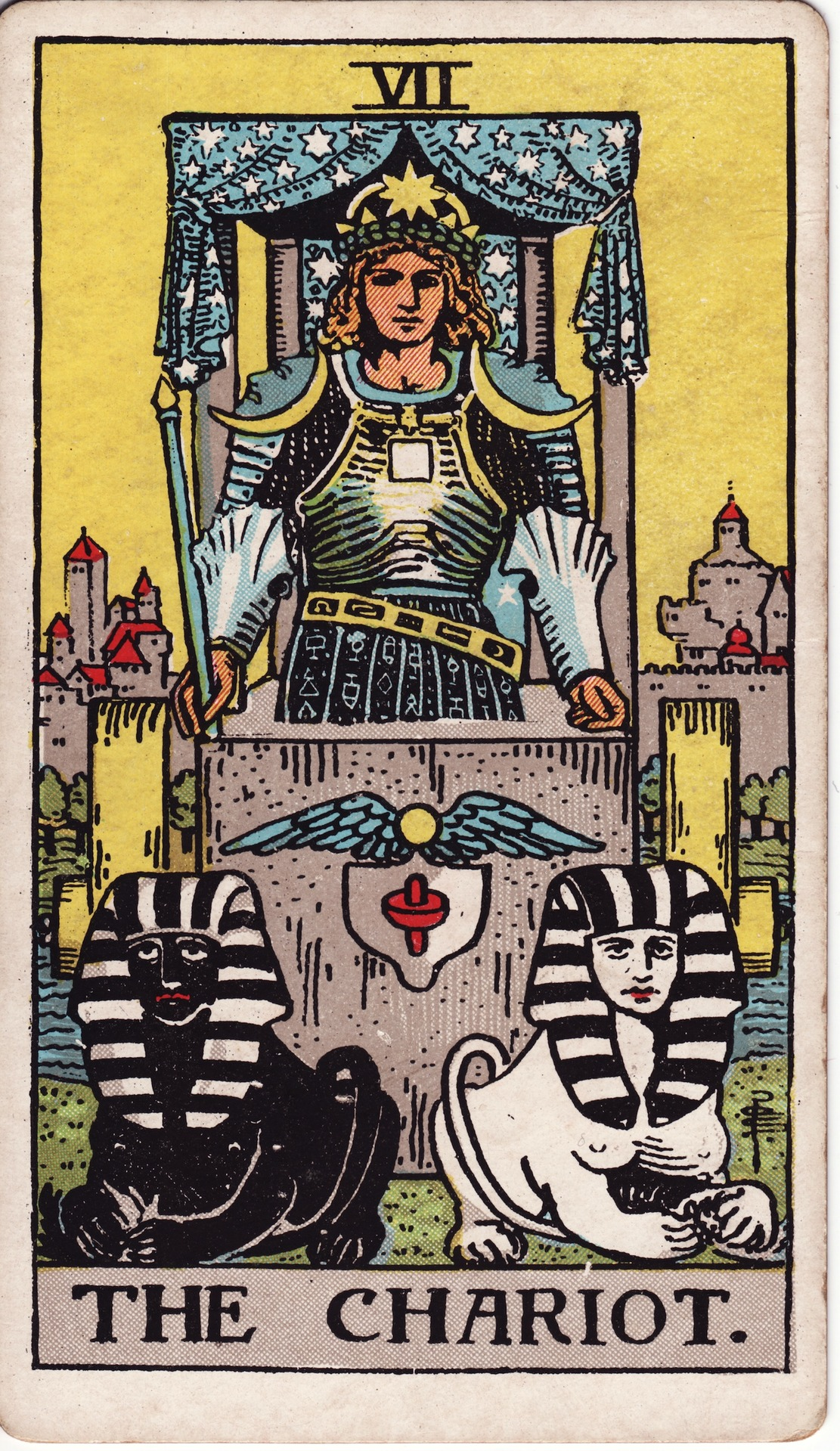
VII – The Chariot
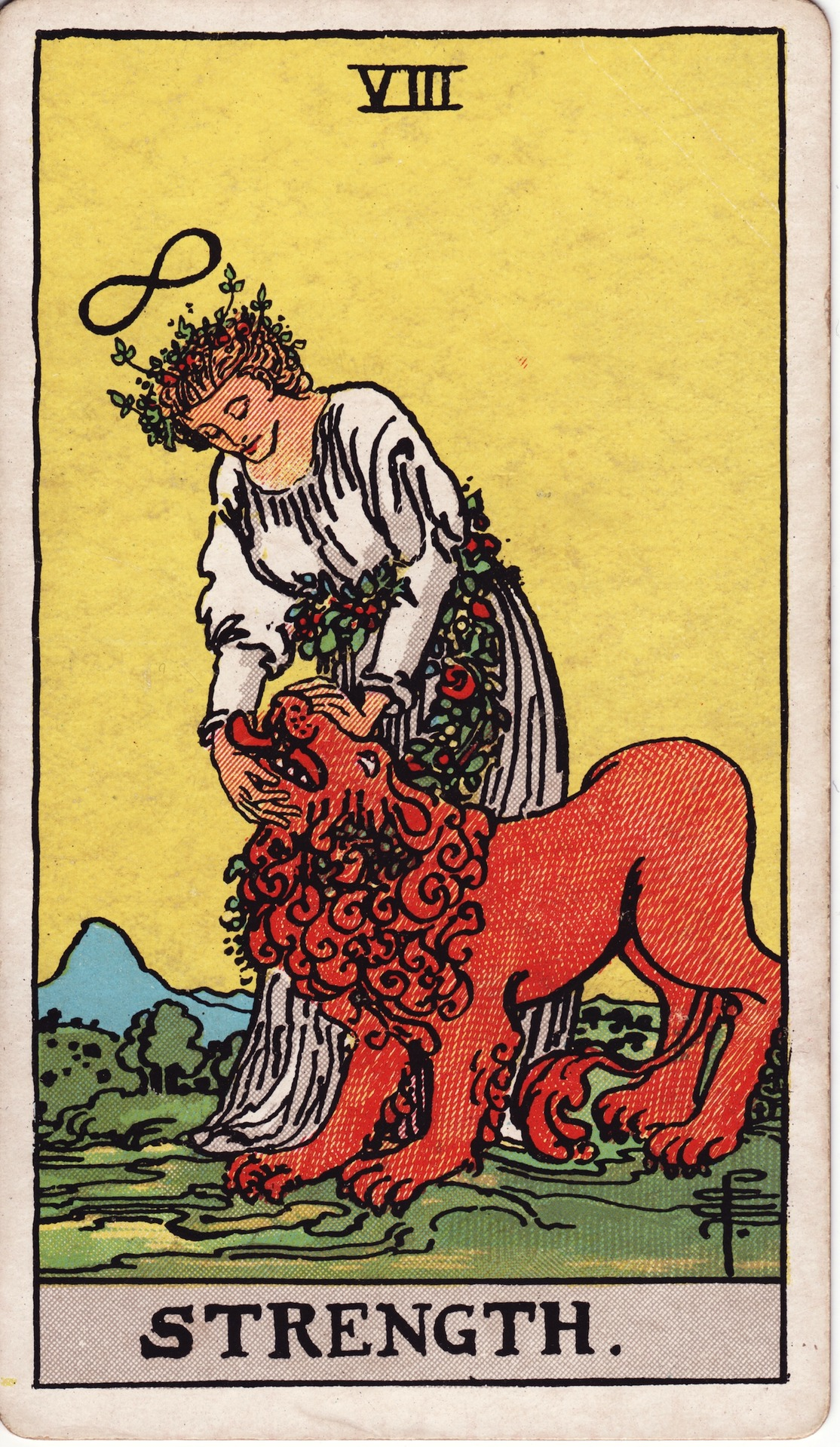
VIII – Strength
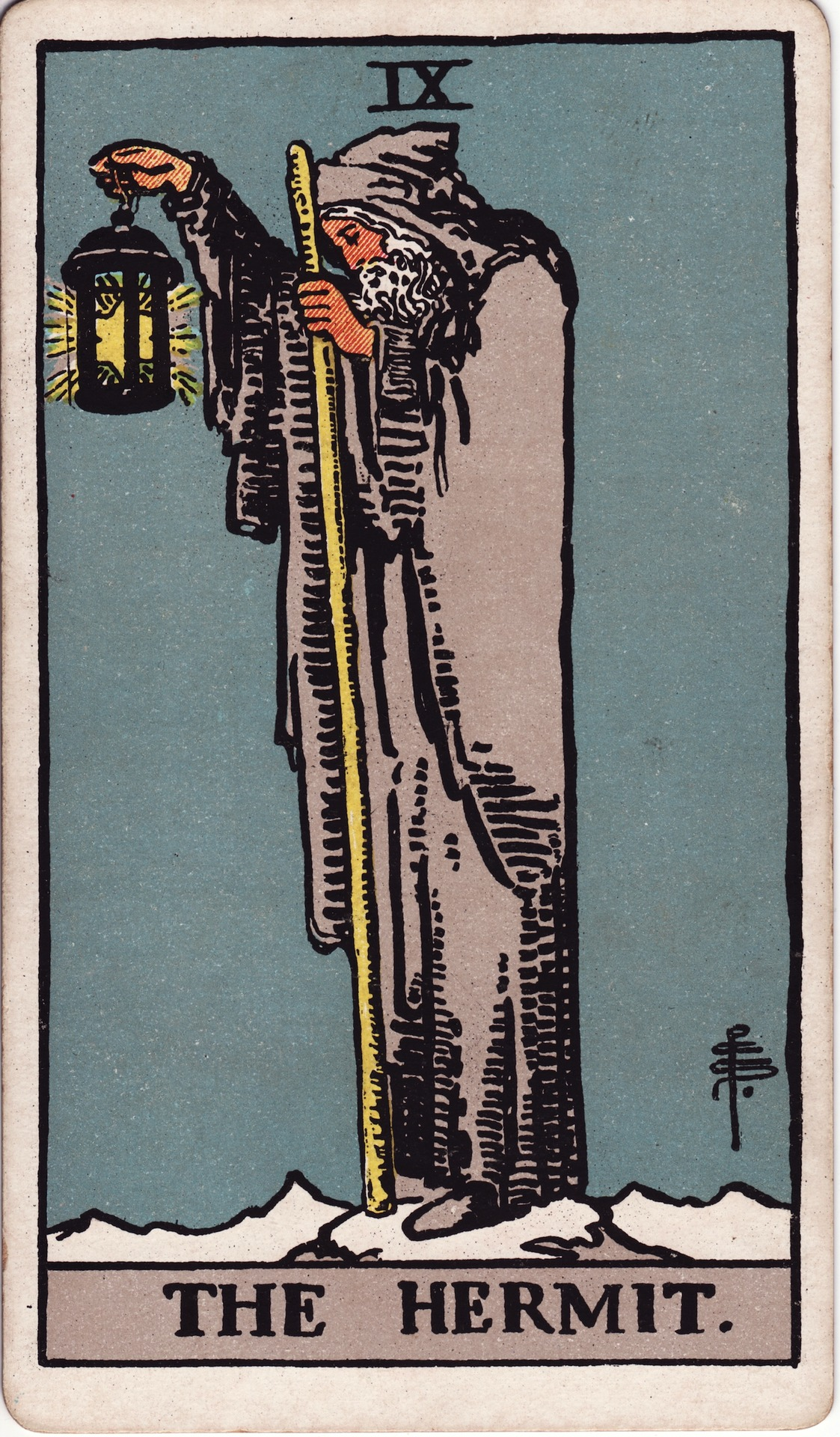
IX – The Hermit
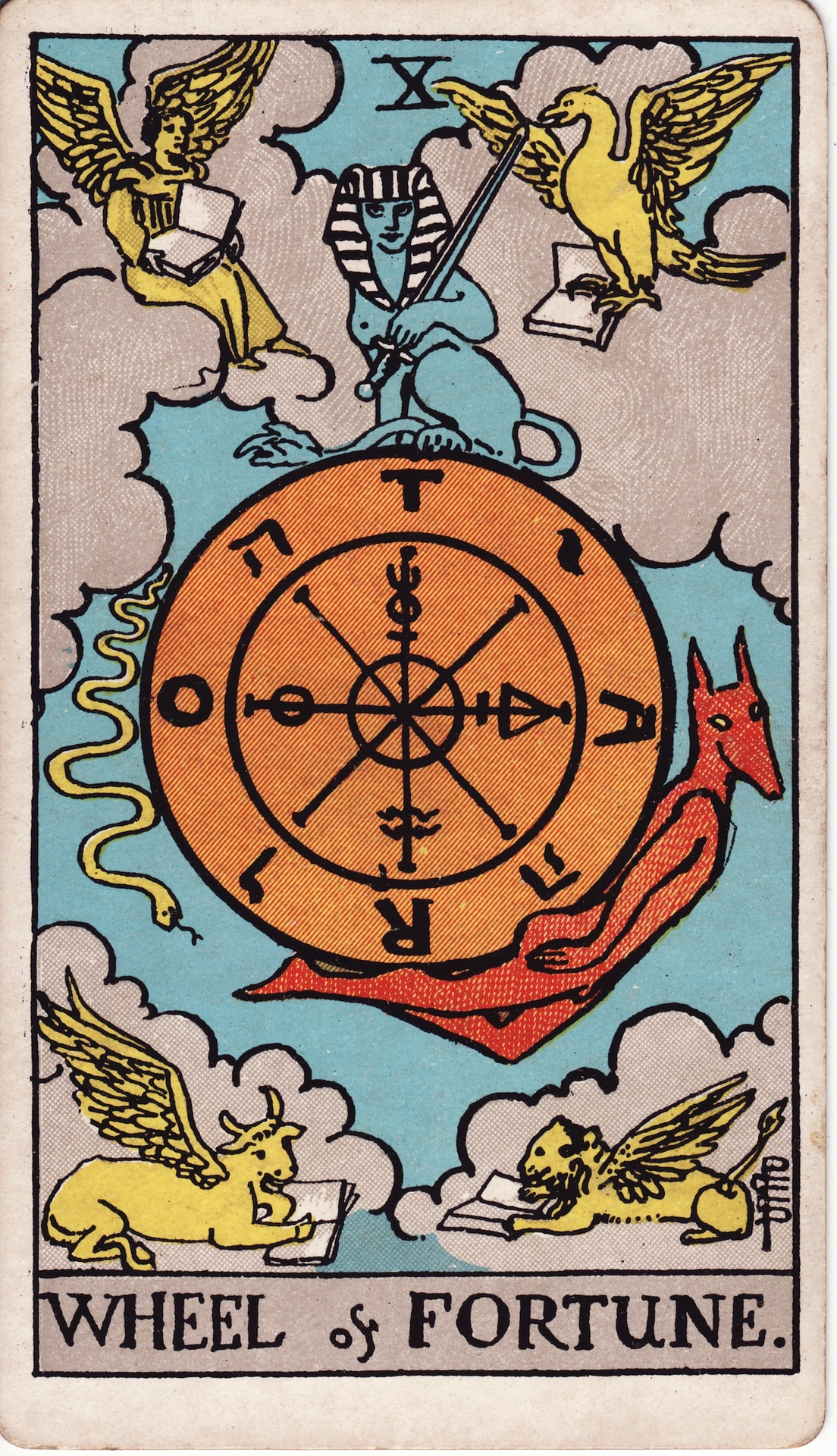
X – Wheel of Fortune
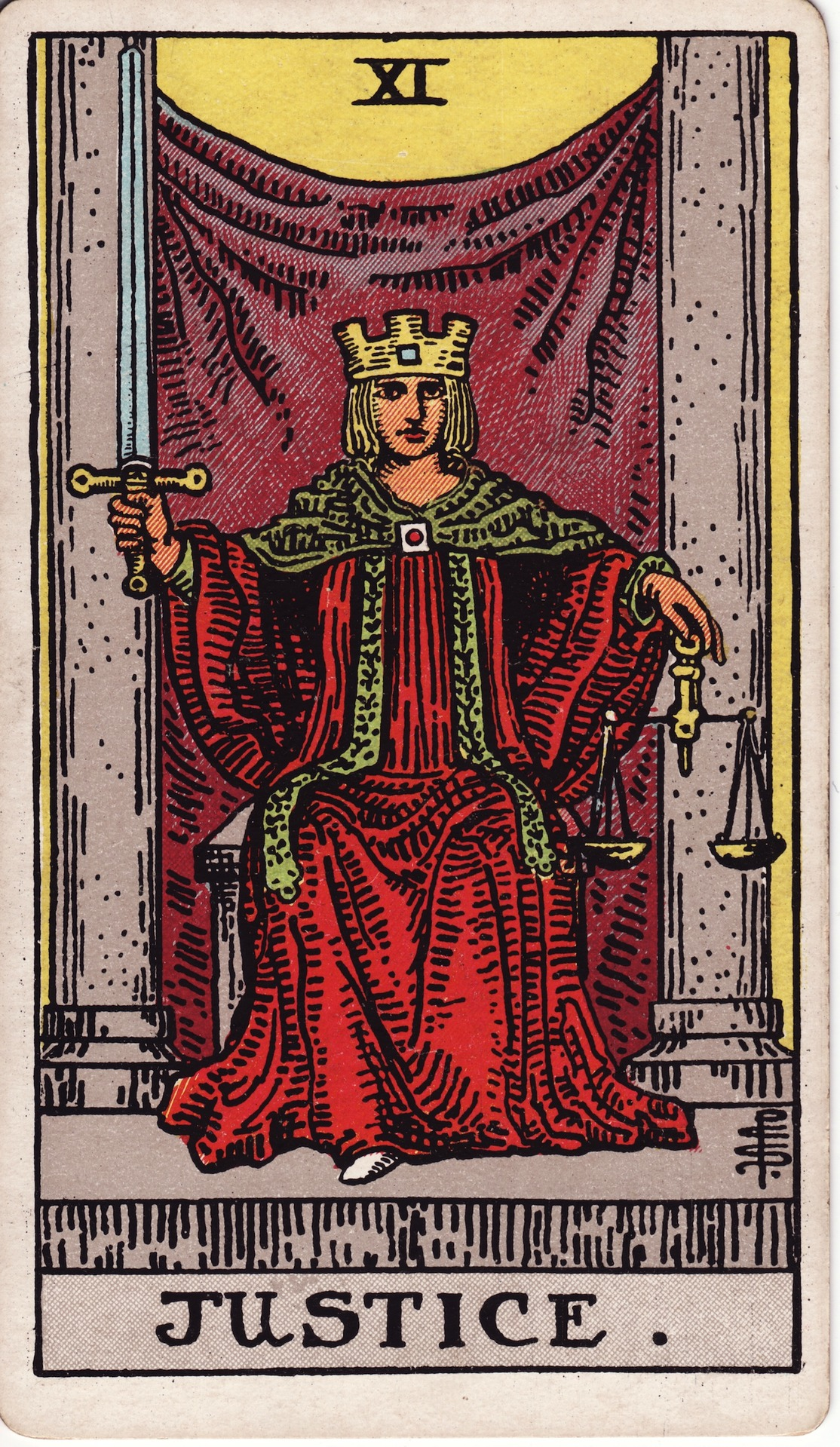
XI – Justice
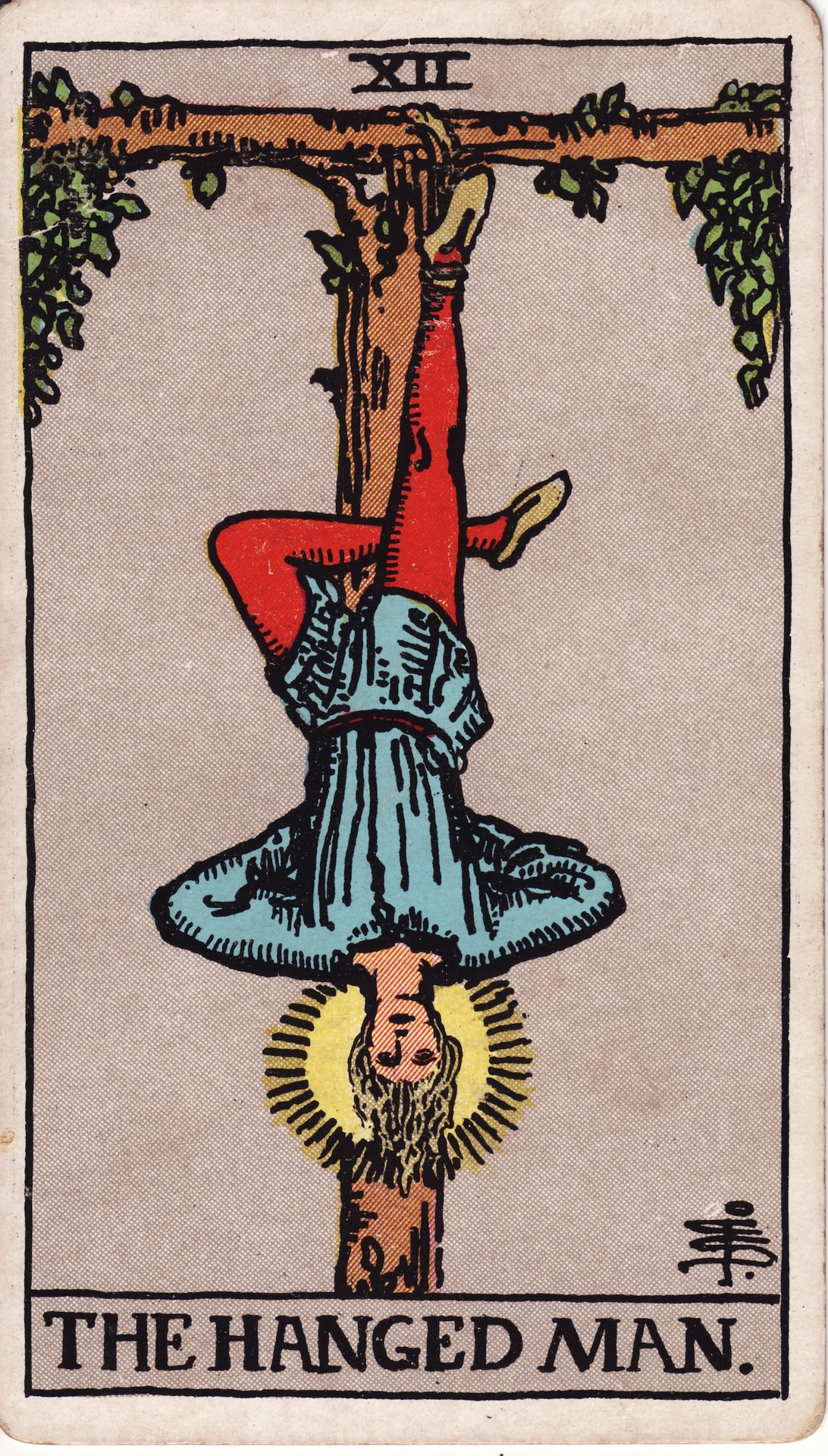
XII – The Hanged Man
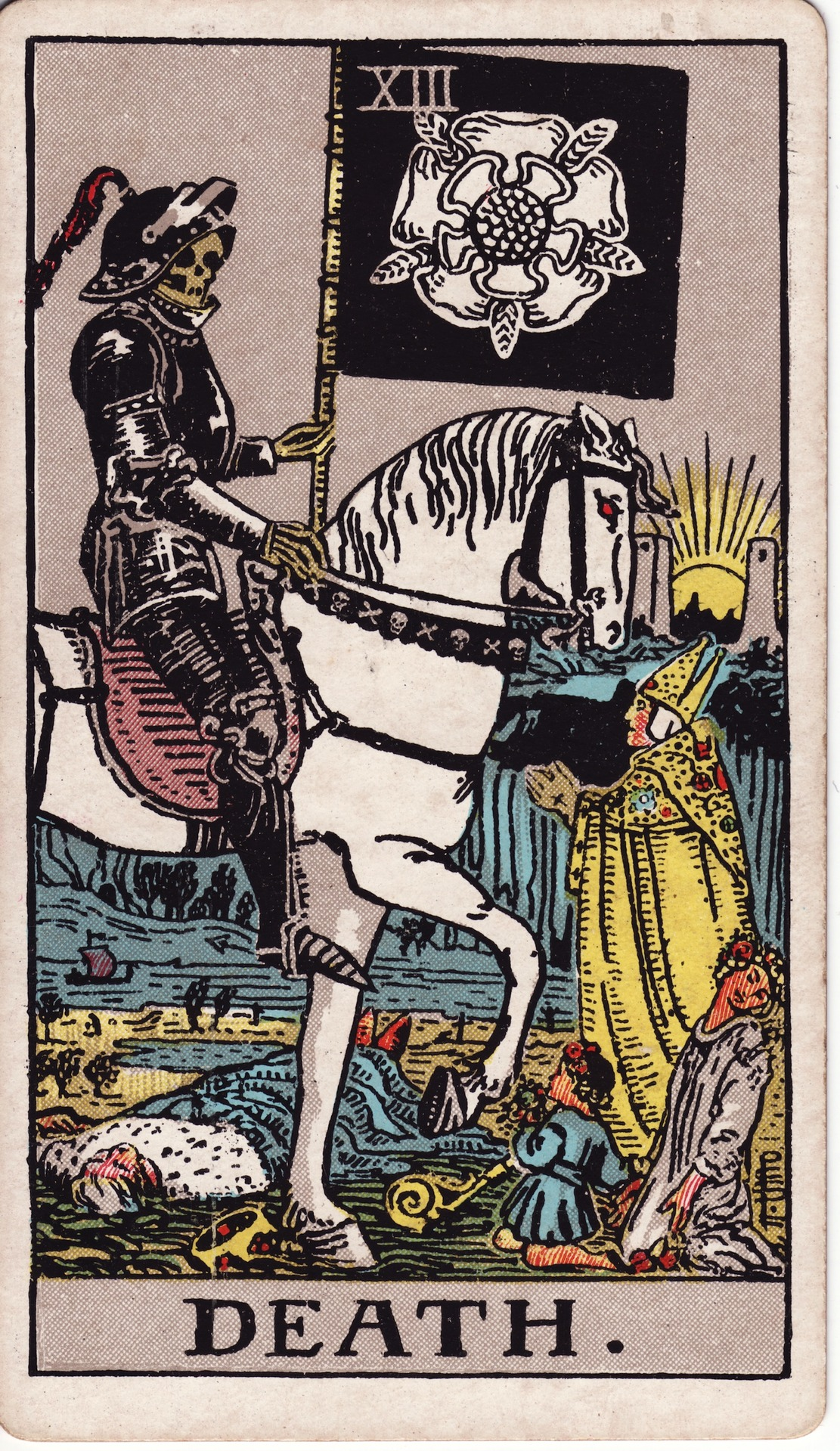
XIII – Death
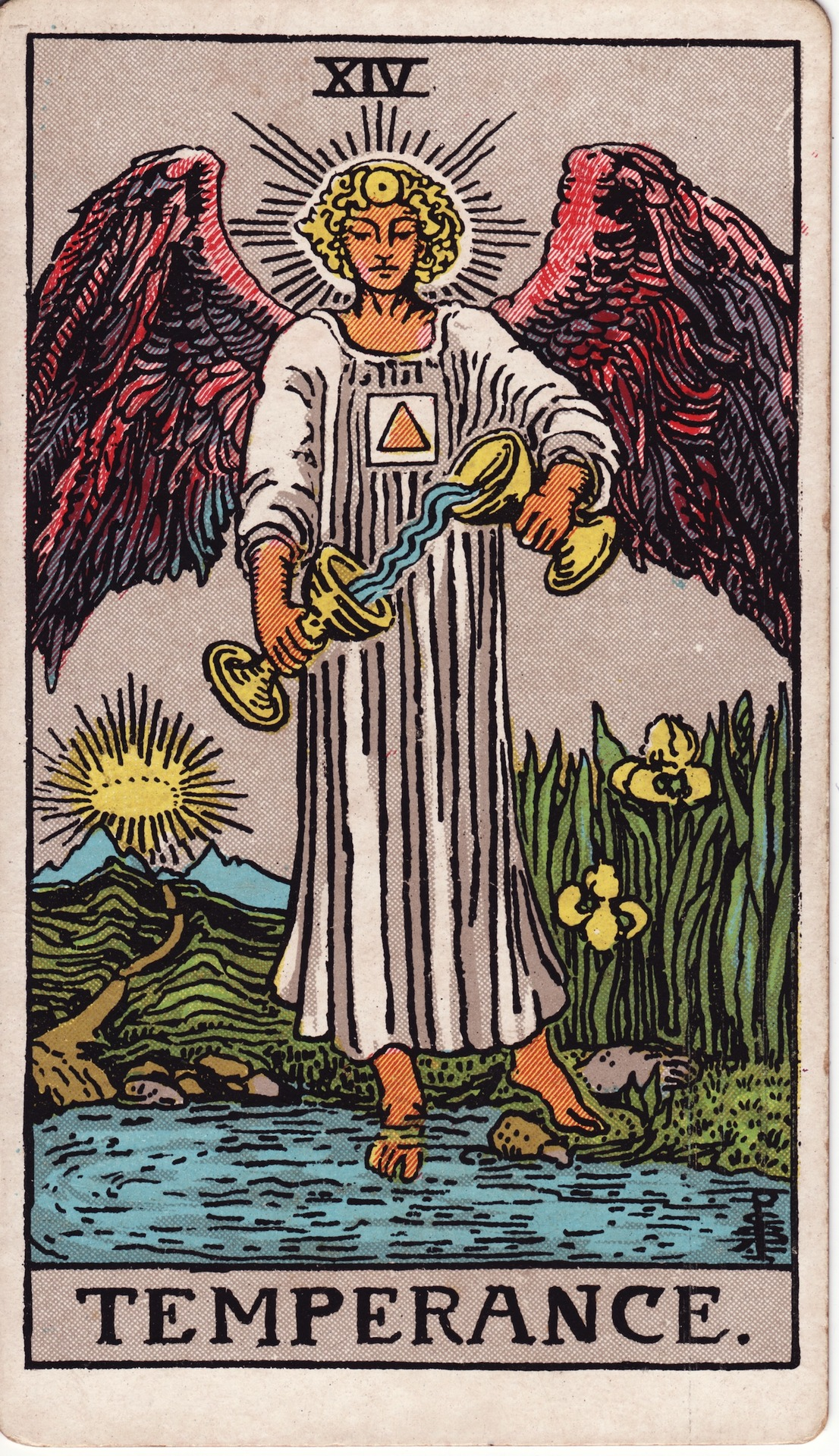
XIV – Temperance
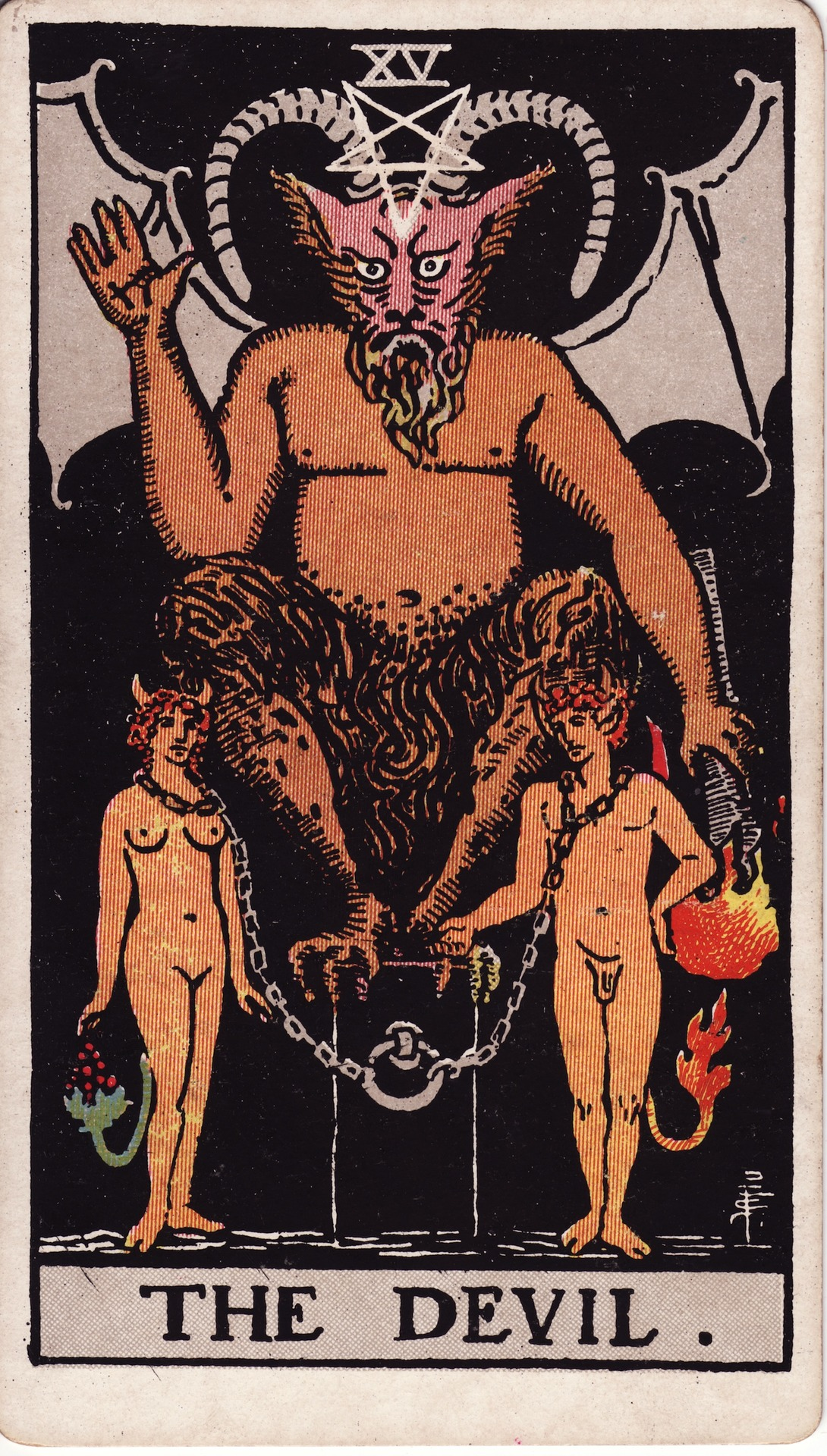
XV – The Devil
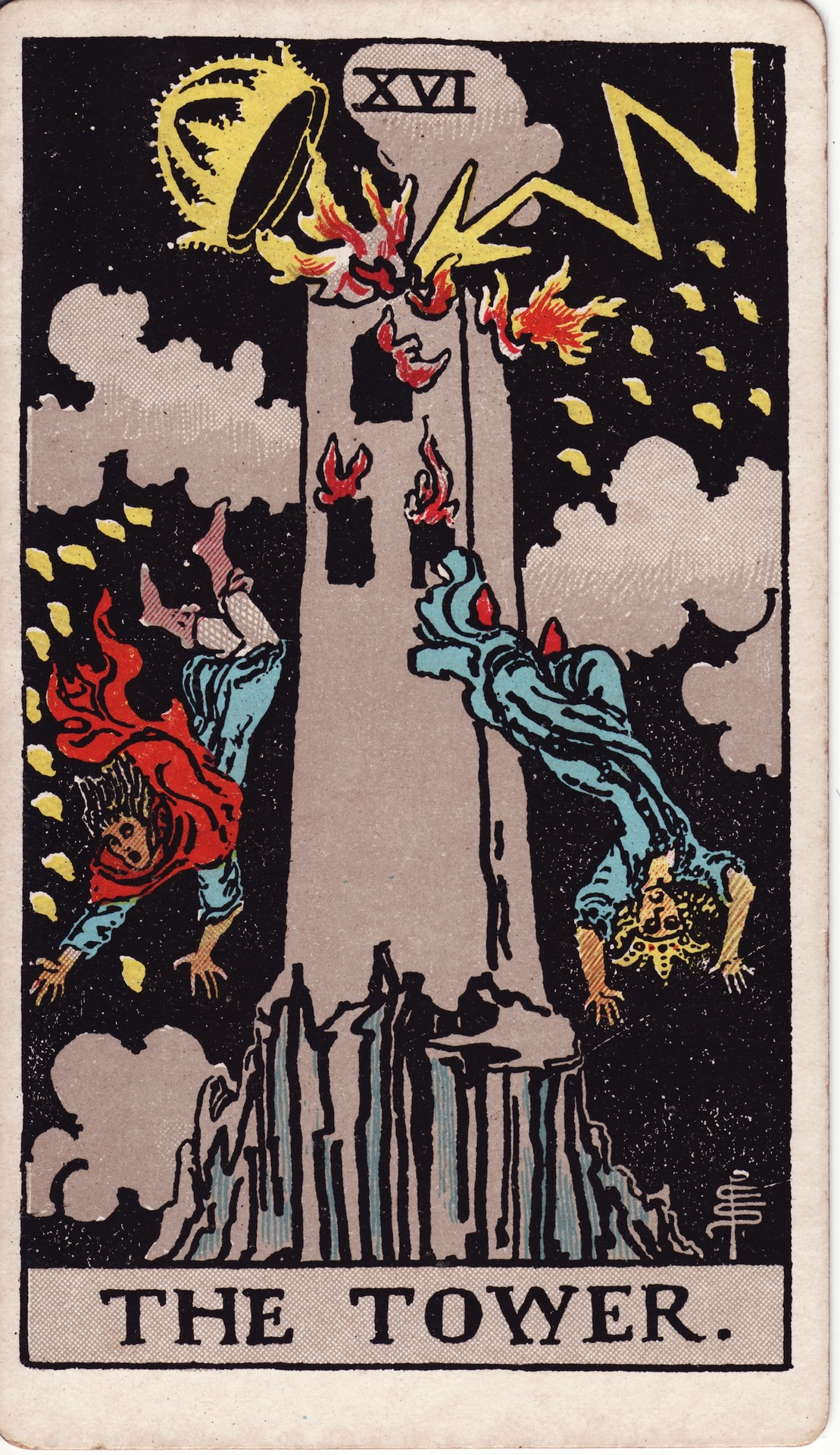
XVI – The Tower
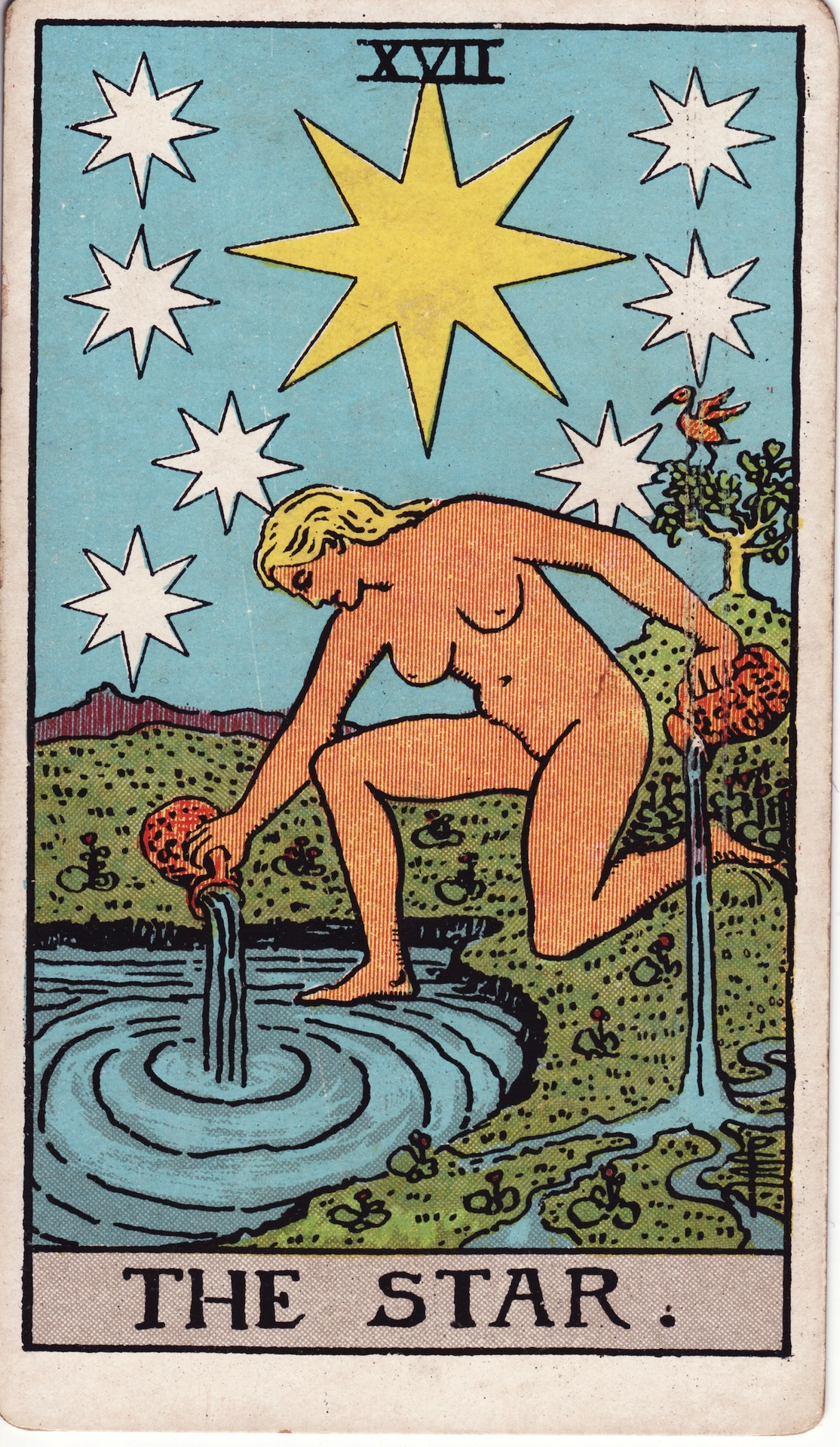
XVII – The Star
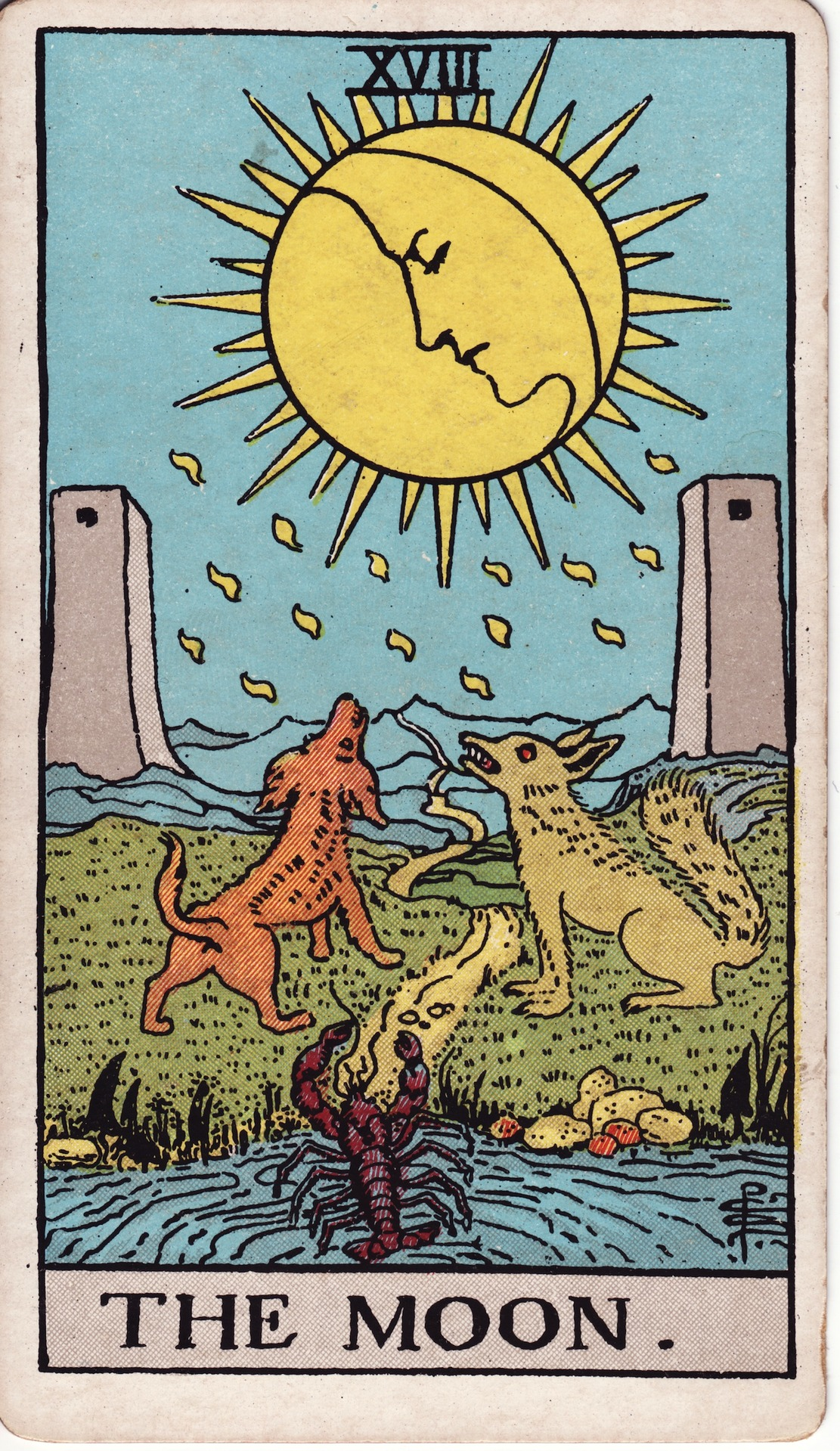
XVIII – The Moon
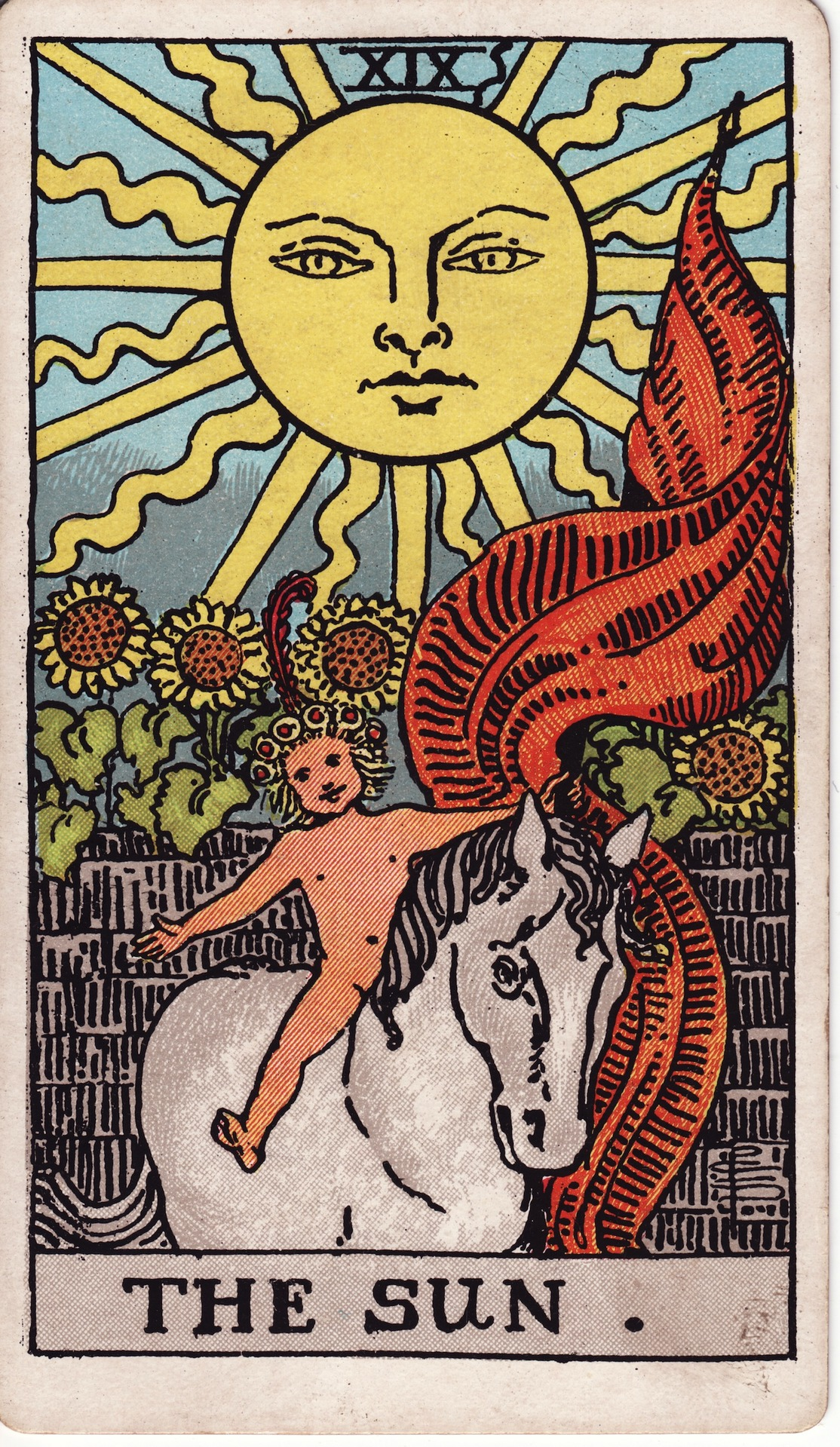
XIX – The Sun
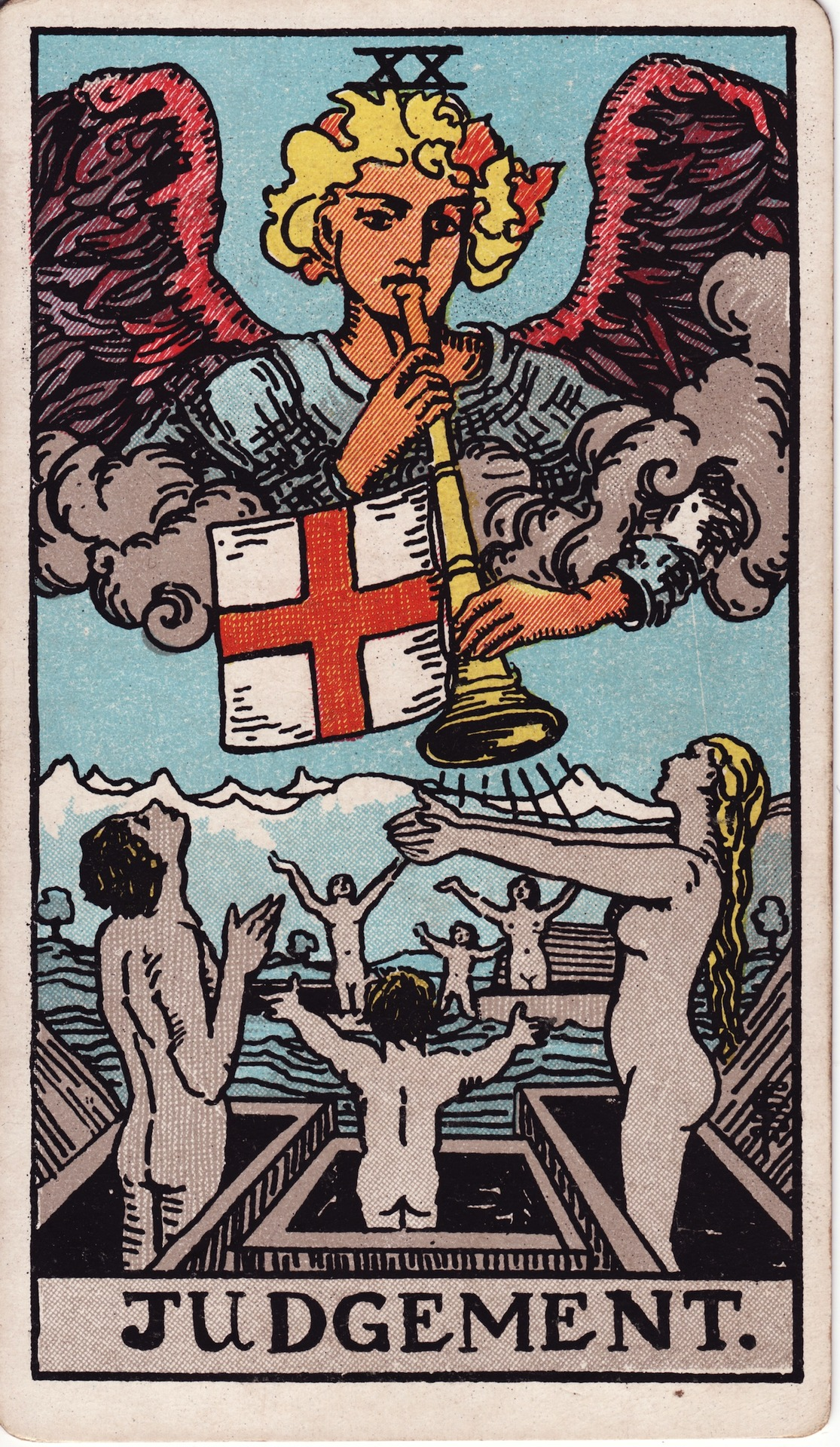
XX – Judgement
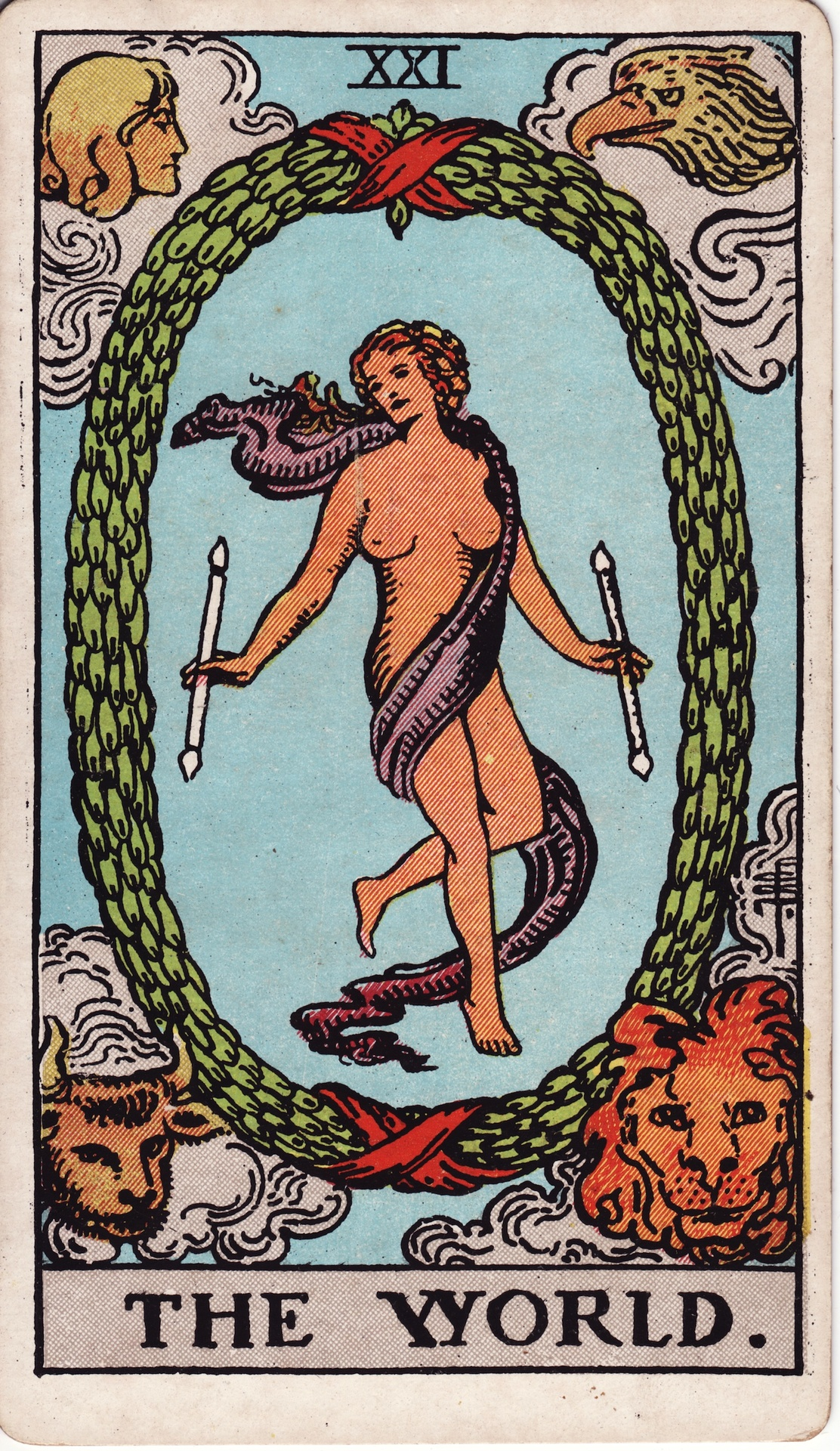
XXI – The World

### Symboliek en betekenis van elke kaart
Aan de hand van de symboliek die op elke kaart voorkomt, wordt hieronder de traditionele betekenis van elke Rider-Waite kaart uitgelegd. Let wel: 1) Het gaat uitsluitend om de symboliek en de interpretatie zoals Waite ze zelf heeft bedoeld. Andere tarotspellen of andere scholen wijken hier soms sterk van af. 2) Bij tarot is het gebruikelijk om de kaarten in relatie tot elkaar te interpreteren in verschillende kaartleggingen zoals het Keltisch Kruis.
| Troefkaart              | Afbeelding en symboliek |
| ----------------------- | --- |
| 0. De Nar               | De witte roos = onschuld. De hond = zijn instinct dat hem beschermt bij gevaar. De afgrond dreigt, maar de nar heeft vertrouwen. Betekenis: Het kind in ons; de dwaas die alles aandurft; vrolijkheid, plezier, creativiteit. |
| 1. De Magiër            | De bloementuin = het onbewuste. Rode rozen en witte lelies = goddelijke liefde en zielsreinheid. Als ceintuur de slang die in zijn eigen staart bijt (Ouroboros = eeuwigheid en goddelijke voleinding). Betekenis: Meester van je lot, macht. |
| 2. De Hogepriesteres    | Isis, de drievoudige maangodin; de Thora; de zuilen van de tempel van Salomo (Jachin en Boaz). Betekenis: Intuïtieve krachten, het niet-rationele. |
| 3. De Keizerin          | Moeder natuur, de jaargetijden, het teken van Venus op haar schild, het aards paradijs, Het korenveld = weelderige vruchtbaarheid, de stroom = gestaag vliedende levenskracht. Betekenis: Geborgenheid, warmte, creativiteit, vruchtbaarheid, de gevoelsmatige wereld. |
| 4. De Keizer            | De staf (ankh) = symbool voor het eeuwige leven en verwekkingskracht. Vier ramskoppen = sterkte; zelfbewustzijn; ijzeren harnas = gestrengheid, koelheid. Betekenis: (Ik schep) orde, zekerheid, stabiliteit. Realisme, kracht, leiderschap |
| 5. De Hiërofant         | De hogepriester met driedelige kroon en driedelig kruis: bevoegdheid over hemel, aarde en hel; de sleutel = toegang tot geheimen van bewuste en onbewuste. Betekenis: Het zoeken van verlichting, openbaring; beschermende kaart. |
| 6. De Geliefden         | Adam en Eva. De boom van de kennis van goed en kwaad (links) met de slang. De boom des levens (rechts. Daarboven de aartsengel Rafaël. Voorstelling van de zuivere liefde. Betekenis: Ware liefde; huwelijk; nieuwe relaties. |
| 7. De Zegewagen         | Door sfinxen getrokken wagen = zinnebeeld van menselijke ziel. Achtpuntige ster. Lingam en yoni = het mannelijke en vrouwelijke teken van de Hindoes. Het stralend vierkant op de borst van de wagenmenner = aardse heerser. Maliënkolder met alchemistische symbolen. De staf van de Magiër met gouden spits = edele doelstellingen. Stad op de achtergrond = de wagenmenner verlaat de beschuttende muren. Betekenis: Zege; triomf; harmonie; de situatie meester zijn; succes na lange inspanning; begaafdheid. |
| 8. Kracht               | Opmerking: Waite heeft deze kaart nummer VIII en niet XI gegeven, tegen de traditie in. Muil van de leeuw wordt gesloten = het temmen van het dierlijke in de mens. Rode leeuw = alchemistische goud. Betekenis: Zachte dwang, morele kracht en zelfdiscipline |
| 9. De Kluizenaar        | De lantaarn en de mantel wijzen op een verlichte geest. Betekenis: Zelfkennis, wijsheid, intelligentie. |
| 10. Het Rad van Fortuin | Het rad des Levens = het lot, Anubis, Tyfon. Betekenis: Een nieuw begin, een onverwachte (gelukkige) wending. Karma. |
| 11. Gerechtigheid       | Zwaard en rode mantel = Mars; Weegschaal = Venus + gewogen worden: kordaatheid en mededogen. Betekenis: Evenwicht, rechtvaardige afloop, oprechtheid. |
| 12. De Gehangene        | De benen vormen het gnostische kruis, de gehangene doet denken aan Odin. Betekenis: Iets moeten opofferen, door een ingrijpende gebeurtenis krijgt het leven een andere wending. |
| 13. De Dood             | De apocalyptische ruiter, 13 als (on)geluksgetal, vernietiging en daaropvolgende schepping. Betekenis: Er gaat iets 'dood', moet plaats maken voor iets nieuws, loslaten van het materiële. |
| 14. Matigheid           | Engel met zonneteken = mogelijk aartsengel Michaël, driehoek = goddelijke, vierkant = aardse, ineenvloeien van twee vloeistoffen = harmonie, onbewuste processen. Betekenis: Harmonie, matigheid, de juiste 'mengverhouding' zoeken. |
| 15. De Duivel           | Baphomet, man en vrouw met staarten = het dierlijke in de mens, Saturnusteken, omgekeerd pentagram. Betekenis: Het kwade, begeerte, bij C.G. Jung de schaduw. |
| 16. De Toren            | Toren (van Babel), toren = verharding die door een kracht 'gebroken' moet worden, blikseminslag = goddelijke interventie. Betekenis: Een plots inzicht, plotse afbraak van zekerheden en een 'frisse kijk' op de dingen. Het ego dat wordt afgebroken. |
| 17. De Ster             | Binah = het hogere verstand, 7 sterren om een hoofdster = 7 orakelpriesteressen van Isis. Betekenis: Hoop, vertrouwen op een betere toekomst. |
| 18. De Maan             | Het pad tussen de torens, tussen hond en wolf, de maan = onbewuste processen, angst. Betekenis: Angst voor het onbekende, het onbewuste, de diepte van de gevoelswereld. |
| 19. De Zon              | Witte paard en het kind = onschuld, eenvoudige wijsheid, de dag, het licht. Betekenis: De kaart van het leven, vrolijkheid, succes, kracht, gezondheid, vitaliteit. |
| 20. Oordeel             | De dood heeft niet het laatste woord, de wederopstanding, de aartsengel Gabriël, uit de bazuin komen 7 tonen. Betekenis: Verlossing, een nieuw leven, een bevrijding. |
| 21. De Wereld           | Androgyne figuur, ovaal, de vier elementen. Betekenis: Volledige zelfontplooiing, het dagelijks leven de baas kunnen. |

## DeKleine Arcanavan de Rider-Waite tarot
De 56 kleine kaarten beelden bij Waite dagelijkse taferelen uit, wat een breuk betekent met voorafgaande tarotdecks zoals de tarot van Marseille. Beginnende kaartlezers kiezen daarom vaak voor dit deck en bij tarotopleidingen is dit waarschijnlijk het meest gebruikte spel.
Bijzonder bij Waite is dat hij de kaarten van de Kleine Arcana ook een naam geeft die al wat van de symboliek en de diepere betekenis prijsgeeft. Enkele voorbeelden:
- Zwaarden 4 krijgt de naam "Truce" (wapenstilstand) en toont de tombe van een ridder
- Staven 5 krijgt de naam "Strife" (strijd, twist) en toont 5 met stokken vechtende jongelingen
- Bekers 3 krijgt de naam "Abundance" (overvloed) en toont 3 dansende vrouwen met geheven bekers
- Pentakels 5 krijgt de naam "Worry" (bezorgdheid) en toont twee bedelaars in de sneeuw

Elke kaart heeft behalve de op de afbeelding aangegeven symboliek ook andere correspondenties, die de betekenis verdiepen. A.E.Waite behoorde tot de Golden Dawn en het was gebruikelijk voor de leden van deze orde om zich vertrouwd te maken met de tarot door elke kaart over te tekenen en te mediteren over kabbalistische en astrologische symbolen. Zo behoort de 7 van Zwaarden (met de afbeelding van een man die er in een legerkamp stiekem met 7 zwaarden vandoor gaat) tot het 3e decanaat (20-30 graden) Waterman, dat beheerst wordt door de Maan. Het karakter van de kaart (en van de uitgebeelde persoon) is daarom vrij labiel en moeilijk te vatten: zowel het getal 7, als Maan in Waterman wijzen hierop. De naam 'Futility' (futiliteit, een niet volgehouden inspanning die weinig oplevert) lijkt daarom goed gekozen.